# Бленнерхассетт-Айленд (парк штата)
Парк Бленнерхассетт-Айленд (англ. Blennerhassett Island Historical State Park) — исторический парк штата на Бленнерхассетт-Айленд — островке на реке Огайо — в округе Вуд, в штате Западная Виргиния, в США.
На территории парка находится особняк в стиле палладиевой архитектуры, принадлежавший политику Харману Бленнерхассетту, участвовавшему в заговоре Аарона Бёрра. Оригинальный особняк сгорел, но был подробно реконструирован на прежнем фундаменте. Его архитектура напоминает убранство особняка Джорджа Вашингтона в Маунт-Вернон.
В парк можно попасть на речном транспорте из города Паркерсберг. Бленнерхассеттский краеведческий музей расположен недалеко от речного порта. Представленные в нём экспонаты связаны с историей западного и центрального регионов штата Западная Виргиния, и представляют собой домашнюю обстановку, искусство, одежду и доисторические орудия и украшения коренных жителей. Вход в музей находится за пределами парка.
На территории парка находятся пункт аренды конных экипажей, магазин сувениров, места для пикников, пункт аренды велосипедов, туристические пешие тропы. Специалисты из Университета Западной Вирджинии оценили доступность парка для инвалидов в 2005 году, дав ему оценку «доступен согласно закону об инвалидах».